# Jerzy Szczyrba
Jerzy Szczyrba – pianista-akompaniator, aranżer-kompozytor

## Kariera
Ukończył PWSM (mgr sztuki), a następnie Akademię Muzyczną im. Grażyny i Kiejstuta Bacewiczów w Łodzi (kw.=dr). Pracował jako nauczyciel akademicki. Był kierownikiem muzycznym, kompozytorem, konsultantem muzycznym w Teatrze im. S. Żeromskiego w Kielcach: Ważnym kierunkiem zawsze była muzyka tradycyjna, także postrzegana w aspekcie eksperta rad artystycznych, w których uczestniczy. Prowadził od strony muzycznej ZPiT Kielce, gdzie dyrygował i aranżował muzykę ludową: włościańską, dworską i tradycyjną. Grał jako pianista w zespołach Bigband Kielce oraz Revival Dixie Band oraz akompaniował w różnych programach i imprezach estradowych. Jerzy Szczyrba, to także konsultant warsztatów muzycznych.
Niektóre publikacje tekstowe i nutowe:
- Pieśni i tańce kieleckie[4]
- Cykliczne formy muzyki chóralnej i ich sakralne źródła: [null Łódzkie Studia Teologiczne T. 10 (2001) s. 317-332]
- Folklor muzyczny Kielecczyzny, (w książce "Świętokrzyskie – jakie cudne". Kurs etnograficzny. Materiały pomocnicze); WDK Kielce, 2005.
- materiały edukacyjne wydane przez Akademię Świętokrzyską (obecnie Uniwersytet Jana Kochanowskiego): Jerzy Szczyrba, Piosenki dla dzieci i młodzieży, 2006, 152 s., format A4, ISMN M-9013341-0-6
- opracowanie rozdziału pt."Dzieje i charakterystyka śpiewu ludowego na Kielecczyznie" /w /Pieśni dawnej Kielecczyzny, ŚBRR Kielce 2010 r.

### Wybrane kompozycje muzyczne
Muzyka poważna
- Pomnik Davisa (poemat symfoniczny w czterech częściach)
- Koncert na akordeon i orkiestrę symfoniczną
- Impresje na saksofon altowy i orkiestrę smyczkową,
- String (na orkiestrę symfoniczną)

Muzyka chóralna
- La premiere lecon, Wzlot, Jesus Christ, Amen, Millenium, Per aspera ad astra

Muzyka w stylu big band
- Swing, Etiuda G- sus, Beat bandfonia, Uwertura do projektu "Ella & Frank" zespołu Big Band Kielce
- Jerzy Szczyrba – Ragtime na fortepian – Polski Instytut Muzyczny Łódź 1997 r.

Przykładowa muzyka popularna i dla dzieci
- Sobotni dzień, Yes blues, Zawsze razem, Ładna piosenka, Przygoda w nas, Czar Pienin, Europa czeka, Tyle wystarczy ci

Niektóre nagrania
- "Mądre bajki" - sł. M.Kaczanowska, "Nie krzycz halo" - sł. A.Skorupski; Płyta XXX Jubileuszowego Harcerskiego Festiwalu Kultury Młodzieży Szkolnej "Kielce - 2003"
- "Tak gada rak", "Galaktyka radości" - Płyta XXXII Harcerskiego Festiwalu Kultury Młodzieży Szkolnej - 2005.
- pastorałki: Chrystus się narodził: Ubogo narodzony, Gwiazda:
- "Co myśli pies", "Pajacyka kiedyś miałam", "Płyń przyjacielu"